# 6. Unterseebootsflottille
La 6. Unterseebootsflottille, également connue sous le nom de Unterseebootsflottille Handius, était la 6e flottille de sous-marins allemands de la Kriegsmarine pendant la Seconde Guerre mondiale.
Fondée à Kiel le 1er octobre 1938 comme flottille de combat (Frontflottille), placée sous le commandement du korvettenkapitän Werner Hartmann (en), elle a été baptisée Unterseebootsflottille Hundius en l'honneur du Kapitänleutnant Paul Hundius (de), un commandant de U-Boot de la Première Guerre mondiale, et conserve ce nom jusqu'en décembre 1939, avant d'être dissoute.
En juillet 1941, la flottille est reformée, sous le nom de 6. Unterseebootsflottille, avec pour port d'attache Danzig, sous le commandement du korvettenkapitän Wilhelm Schulz (de). En octobre 1941, elle est affectée à la base sous-marine de Saint-Nazaire (France), où elle s'installe en février 1942.
En août 1944, elle quitte Saint-Nazaire pour la Norvège sous le commandement du korvettenkapitän Richard Zapp (en) et est dissoute le même mois.

## Affectations
- Octobre 1938 à décembre 1939 : Kiel ;
- Août 1941 à janvier 1942 : Danzig;
- Février 1942 à août 1944 : Saint-Nazaire.

## Commandement
| Nom                  | Grade            | Début          | Fin           |
| Werner Hartmann (en) | korvettenkapitän | Octobre 1938   | Décembre 1939 |
| Wilhelm Schulz (de)  | Korvettenkapitän | Septembre 1941 | Octobre 1943  |
| Carl Emmermann       | Kapitänleutnant  | Novembre 1943  | Août 1944     |

## Unités
La flottille a reçu 91 unités durant son service, comprenant des U-Boote de type IX A jusqu'en 1939, de type VII B, C et C/41 à partir de 1941.
Unités de la 6. Unterseebootsflottille:
- U-37, U-38, U-39
- U-40, U-41, U-42, U-43, U-44
- U-87
- U-136
- U-209, U-223, U-226, U-228, U-229, U-251, U-252, U-253, U-260, U-261, U-264, U-269, U-270, U-277, U-290
- U-308, U-312, U-335, U-337, U-340, U-356, U-357, U-376, U-377, U-380, U-385, U-386
- U-404, U-405, U-411, U-414, U-417, U-436, U-437, U-445, U-456, U-457, U-465, U-477
- U-585, U-586, U-587, U-588, U-589, U-590, U-591, U-592, U-598
- U-608, U-609, U-610, U-614, U-616, U-623, U-626, U-627, U-640, U-642, U-648, U-655, U-658, U-666, U-668, U-672, U-673, U-675, U-680
- U-703, U-705, U-742, U-756, U-757, U-758, U-766
- U-964, U-967, U-972, U-981, U-982, U-986, U-999.